# 仲野元子
仲野 元子（なかの もとこ、1953年11月18日 - ）は、福岡県北九州市小倉区出身の日本の女優。宝井プロジェクト所属。身長163 cm。体重48 cm。血液型はA型。

## 人物
特技はタップダンス、編物、三味線。趣味は散歩。マラソンも得意だという。
長所は根気強さ。短所はおっちょこちょい。好きな色は紺、黒、サーモンピンク。
2021年11月6日にフジテレビで放送された『芸能人が本気で考えた!ドッキリGP』には、仕掛け人として出演。鬼ババアを演じ、ターゲットの井上咲楽を怖がらせた。総勢11人のオーディションで役を勝ち取り、番組内では「業界中の鬼ババア役希望者の中から選ばれた鬼ババア中の鬼ババア」と紹介されていた。

## 出演

### 映画
- 「デンデラ」（2011年6月25日） - 村の老婆 役
- 「あやしい彼女」（2016年4月1日） - 町の老人 役
- 「DESTINY 鎌倉ものがたり」（2017年12月9日） - 老人 役
- 「ボクたちはみんな大人になれなかった」（2021年11月5日）
- 「鈴木さん」（2022年2月4日） - 老人 役
- 「私の見た世界」（2025年7月26日）[4]

### テレビドラマ
- 「棟方志功青春日記」（フジテレビ）
- 「ほんとにあった怖い話」（フジテレビ）
- 「わたしの可愛いひと」（1986年7月3日 - 9月25日、フジテレビ）
- 「Room Of King」（2008年10月4日 - 11月29日、フジテレビ） - 花屋の客 役
- 「任侠ヘルパー」第1話 - 最終話（2009年7月9日 - 9月17日、フジテレビ） - 足利ふじ代 役
- 土曜プレミアム「ハッピーバースデー 命かがやく瞬間」（2009年11月21日、フジテレビ）
- 「交渉人〜THE NEGOTIATOR〜 第2シリーズ」第6話（2009年11月26日、テレビ朝日） - 久本 役
- 「相棒 season9」第4話（2010年11月17日、テレビ朝日） - 立松スミ 役
- 金曜プレステージ「外科医 鳩村周五郎」第8作（2011年7月1日、フジテレビ） - 霊媒師 役
- 「新・警視庁捜査一課9係 season3」第4話（2011年7月27日、テレビ朝日）0
- 「全開ガール」第4話（2011年8月1日、フジテレビ）
- 「強行帰国〜忘れ去られた花嫁たち〜」（2012年10月1日、TBS）
- 「遅咲きのヒマワリ〜ボクの人生、リニューアル〜」第1話（2012年10月23日、フジテレビ）
- 「書店員ミチルの身の上話」第3話・第5話・第8話（2013年1月22日・2月5日・2月26日、NHK）
- 土曜プレミアム「一休さん2」（2013年5月5日、フジテレビ）
- 「よろず占い処 陰陽屋へようこそ」第3話（2013年10月22日、フジテレビ）
- マンスリーTV D-NEXT「赤い靴」（2013年11月6日、日本テレビ）
- 世にも奇妙な物語「墓友」（2014年4月5日、フジテレビ） - 老婦人 役
- 「芙蓉の人」（2014年7月26日 - 9月6日、NHK）
- 「塔馬教授の天才推理」（フジテレビ）
  - 第2作「湯殿山麓ミイラ伝説殺人事件」（2014年9月19日） - 謎の老婆 役
  - 第3作「からくり人形殺人事件」（2019年3月9日） - 村人 役
- 「ゲームの規則」後編（2015年1月17日、テレビ朝日）
- 「洞窟おじさん」第2話（2015年7月27日、NHK） - 山菜売りのおばさん 役[5]
- 「5人のジュンコ」第2話 - 最終話（2015年11月28日 - 12月19日、WOWOW）
- 「フラジャイル」第8話（2016年3月2日、フジテレビ）
- 「真昼の悪魔」第1話・第4話（2017年2月4日・2月25日、フジテレビ） - 小林トシ 役
- 「櫻子さんの足下には死体が埋まっている」（2017年4月23日 - 6月25日、フジテレビ） - 女将 役
- 「まかない荘2」第2話（2017年10月24日、メ～テレ）
- 日曜ワイド「越後純情刑事・早乙女真子」（2018年1月28日、テレビ朝日） - 笹本花江 役
- 「いつまでも白い羽根」第3話（2018年4月21日、フジテレビ） - 患者 役
- 「限界団地」第5話 - 最終話（2018年7月7日 - 7月28日、フジテレビ） - 井上米子 役
- 「イアリー 見えない顔」（2018年8月4日 - 9月8日、WOWOW） - 患者 役
- 「日本ボロ宿紀行」第11話（2019年4月6日、テレビ東京） - 下田城の管理人 役
- 「やすらぎの刻〜道」（2019年4月8日 - 2020年3月27日、テレビ朝日） - 鮫島家の老女 役[6]
- 「刑事7人 SEASON5」第5話（2019年8月14日、テレビ朝日） - 地主 役
- 「ニッポンノワール-刑事Yの反乱-」第1話・最終話（2019年10月13日・12月15日、日本テレビ） - 科学者 役[7][8]
- 「赤ひげ」（NHK BSプレミアム） - 患者 役
  - 「赤ひげ2」（2019年11月1日 - 12月20日）
  - 「赤ひげ3」（2020年10月23日 - 12月4日）[9]
- 「この恋あたためますか」第7話（2020年12月1日、TBS） - 避難してきた軽井沢の住人 役[10]
- 「ハコヅメ〜たたかう!交番女子〜」第1話（2021年7月7日、日本テレビ） - 一時停止を無視した原付バイクの運転手 役[11]
- 「日本沈没-希望のひと-」第5話（2021年11月14日、TBS）
- 「家庭教師のトラコ」第4話（2022年8月10日、日本テレビ） - 入院中の高齢女性 役[12]
- 「民王R」 第4話（2024年11月12日、テレビ朝日） - 老婦人 役

### 舞台
- 「花飾りも帯もない氷山よ」
- 「大根役者殺人事件」
- 「三文オペラ」
- 「コーラサスの白塁の輪」
- 「とりあえずポレロ」
- 「母に捧げるバラード」
- 「読書する女」
- 「ペラペラゲーム」
- 「フツーの人々3」
- 「鷹と雀のものがたり」
- 「ベンチ3」

### バラエティ番組
- 「クイズ!脳ベルSHOW」第522回・第523回（2018年9月19日・9月20日、BSフジ） - パネラー
- 「芸能人が本気で考えた!ドッキリGP」（2021年11月6日、フジテレビ） - 鬼ババア（仕掛け人） 役[13]
- 「妖怪ランキング大百科」（2022年2月14日、フジテレビ）[14]

#### 再現ドラマ
- 「アメトーーク!」（2018年3月4日、テレビ朝日） [15]
- 「痛快TV スカッとジャパン」（フジテレビ）
  - 第139回（2018年9月3日）
  - 第157回（2019年2月18日）

## 方言指導
- 「松本清張スペシャル 顔」（2013年10月3日、フジテレビ） - 北九州弁指導